# Фатьма-султан (дочь Ибрагима I)
Фатьма́-султа́н (тур. Fatma Sultan), также Фатыма́-султа́н (тур. Fatıma Sultan; сентябрь 1642 года, Стамбул — 1682, ?) — дочь османского султана Ибрагима I. Кто был матерью Фатьмы — неизвестно. Она дважды выдавалась замуж в раннем возрасте и дважды становилась вдовой, также предположительно выходила замуж в третий раз в уже более позднем возрасте.

## Биография
Фатьма-султан родилась в сентябре 1642 года в Стамбуле и была дочерью османского султана Ибрагима I. Кто был матерью Фатьмы-султан — неизвестно.
В январе 1645 года в возрасте трёх лет Фатьма была выдана замуж за каптан-ы дерью Силахдар Юсуфа-пашу, завоевателя Ханьи. Во дворце устроили свадьбу с приданным и шествием невесты. Девочку усадили в карету и отвезли до дворца Юсуфа-паши. Стамбульцы наблюдали за этой свадьбой с большим интересом. Однако уже через год 22 января 1646 года султан Ибрагим казнил Юсуфа-пашу. Турецкий историк Недждет Сакаоглу отмечал, что перед телом зятя Ибрагим сожалел об этой казни, поскольку Юсуф-паша был молод и красив.
Месяц спустя, 23 февраля 1646 года, четырёхлетняя Фатьма-султан была выдана замуж за Мусахиб Фазлы-пашу. Эта свадьба была ещё пышнее предыдущей. По традиции, государственные мужи и сановники преподнесли султану подарки. Невесту отвезли с торжественным шествием, украшенным 50 нахылами (украшенные к свадьбе деревья, обычно использовали кипарисы или хурму), во дворец Фазлы-паши в Бинбирдиреке. Новый зять султана был назначен каптан-ы дерьёй в 1647 году, а через несколько месяцев был отправлен в эялет губернатором и таким образом дистанцирован от Стамбула. В 1648 году, когда Ибрагим был свергнут с престола, Фазлы-паша находился в провинции, тогда как его шестилетняя жена Фатьма-султан проживала в султанском дворце. Вместе с хасеки и дочерями отца она была отослана в Старый дворец. Брак Фазлы-паши с Фатьмой-султан продлился до его смерти в 1657 году и, согласно Сакаоглу, оставался неконсуммированным. В то же время, турецкий историк Чагатай Улучай предполагал, что консуммация могла состояться, а другой турецкий историк Йылмаз Озтуна в работе «Государства и Династии» писал, что у Фатьмы была дочь от Фазлы-паши, чьё имя установить не удалось, но известно, что девочка в возрасте 9 лет была выдана за визиря Силахдар Кенана-пашу.
В одном из документов, датированном 14 мая 1661 года, значатся выплаты на имя «Фатьмы, дочери султана Ибрагима»; на тот момент ей должно было быть около 20 лет.
Сакаоглу писал, что Фатьма-сутан вышла замуж в третий раз в 1667 году за Козбекчи Коджа Юсуфа-пашу, который умер в 1678 году, однако Олдерсон этого брака не указывал, а Улучай отмечал, что неизвестно, выходила ли замуж Фатьма в третий раз и как жила во вдовстве. По Сакаоглу сама Фатьма-султан умерла в 1682 году, однако Улучай писал, что неизвестно, когда она умерла и где похоронена.